# Križarka Blücher
Blücher je bila nemška težka križarka iz druge svetovne vojne. Skupaj s svojima sestrskima ladjama Prinz Eugen in Admiral Hipper je spadala v razred nemških križark Admiral Hipper. Gradnja ladje se je začela 15. avgusta 1935, splovljena je bila 8. junija 1937, 20. septembra 1939 pa dokončno predana v uporabo nemški Kriegsmarine. Ladja je bila zasnovana tako, da se je izognila Versajskim omejitvam, ki so narekovale, kakšne oborožene sile sme imeti Nemčija.
Njena operativna doba je bila zelo kratka, le nekaj več kot šest mesecev. Aprila 1940 je križarka sodelovala na svoji prvi in tudi zadnji vojaški operaciji, napadu na Norveško. Njena naloga je bila pripeljati nemške izkrcevalne čete v Oslu. Devetega aprila, ko je ladja plula skozi Oslofjord proti Oslu, jo je nenadoma odkrila norveška patruljna ladja, ki je o prihodu nemških ladij nemudoma obvestila obalno topništvo. To je na nemško križarko iz neposredne bližine odprlo močan topniški ogenj. Granate so na ladji povzročile požar, nekaj minut pozneje pa sta ladjo zadela še dva torpeda in tako dokončno zapečatila njeno usodo. Da bi ladjo rešili pred potopitvijo, jo je kapitan ukazal nasesti, manever se je ponesrečil, zato je izdal ukaz o zapustitvi ladje. Kmalu zatem je ladja eksplodirala, se prevrnila in potopila. 
Med potopitvijo ladje je umrlo okoli 830 vojakov in mornarjev. Kapitan ladje je potopitev preživel, vendar pa je umrl osem dni pozneje v letalski nesreči. Potopitev križarke Blucher je povzročil zastoj pri nemškem zavzetju Osla, kar je dalo norveški kraljevi družini in vladi čas, da se je izognila zajetju. Norvežanom pa je na varno uspelo umakniti tudi zlate rezerve.
Danes razbitine ladje ležijo tam, kjer se je ta potopila, kakih 3.250 m od trdnjave Oscarsborg v globini 90 m. Pred potopitvijo je bila ladja polna goriva. Skozi vsa ta leta na morskem dnu so začeli rezervoarji za gorivo puščati in gorivo je začelo iztekati v morje ter ogrožati tamkajšnji bogat morski ekosistem. Zato so v reševalni akciji leta 1994 iz ladje izčrpali več kot 1000 ton goriva, iz potopljene ladje pa jim je uspelo rešiti tudi dve letali Arado 196 in dve sidri. Eno izmed sider je moč videti v predelu Osla Aker Brygge.